# Chloraea venosa
Chloraea venosa är en orkidéart som beskrevs av Heinrich Gustav Reichenbach. Chloraea venosa ingår i släktet Chloraea och familjen orkidéer. Inga underarter finns listade i Catalogue of Life.